# Фатіма (шахістка)
Фатіма (англ. Fatima; нар. близько 1912 — пом. після 1990) — індійсько-англійська шахістка. Учениця шахіста Міра Султан-Хана. Одна з найперспективніших шахісток свого часу, брала уроки в чемпіонки світу Вери Менчик. Чемпіонка Великої Британії серед жінок 1933 (у віці 21 років). 1933 року Фатіма повернулася до Індії, її подальша доля маловідома. 1990 року дала інтерв'ю у рамках англійського фільму про Султан-Хана «Rear Window: The Sultan of Chess» (англ. Вікно у двір: Султан шахів).